# Sonnentierchen

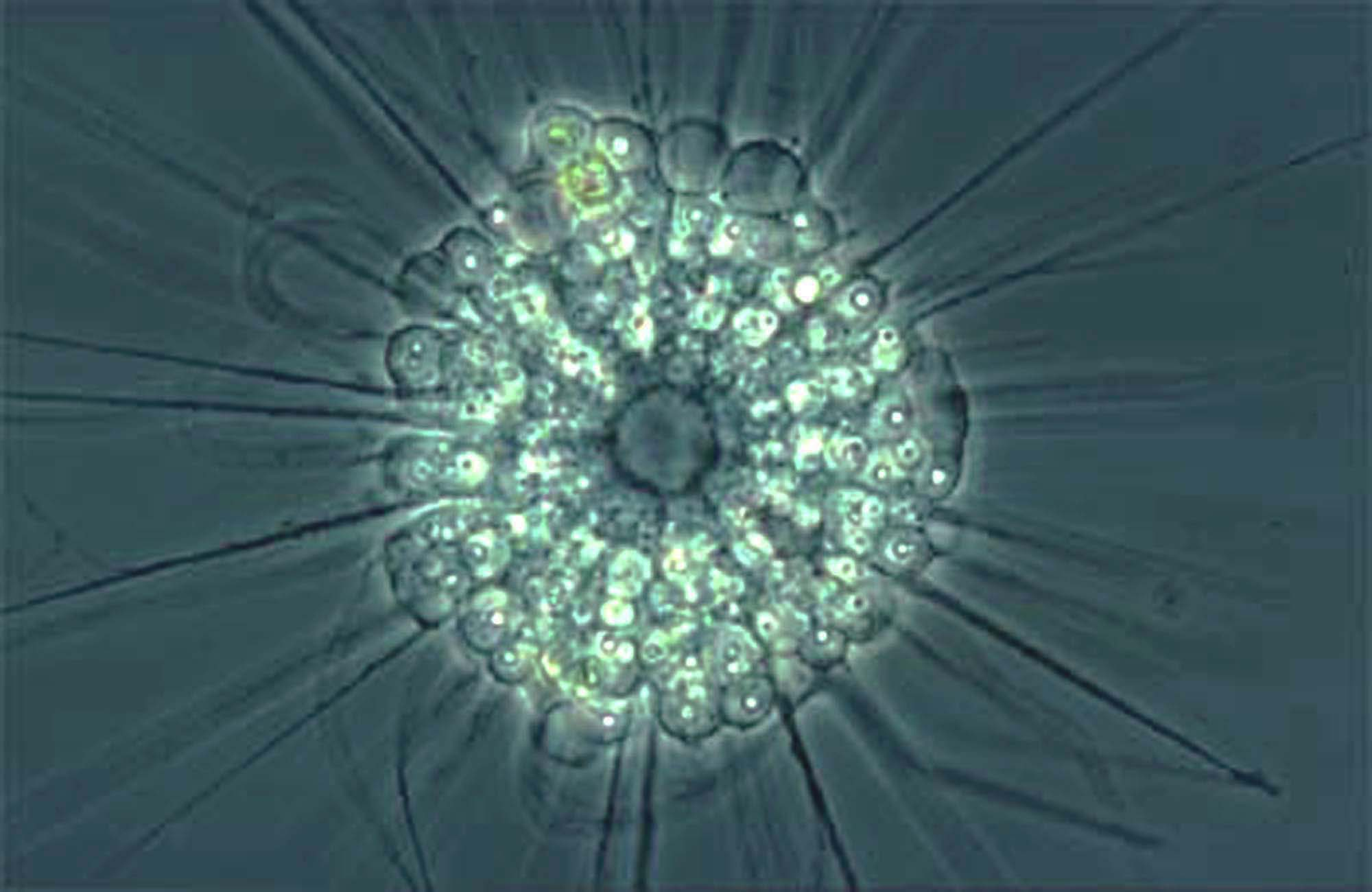
Actinophrys sol im Lichtmikroskop

Die kugelförmigen Sonnentierchen (Heliozoa) sind einzellige Lebewesen und in der herkömmlichen Systematik eine Ordnung der Wurzelfüßer (Rhizopoda). Sie besitzen spezielle Scheinfüßchen (Axopodien), die nach allen Richtungen strahlenförmig abstehen. Diese Axopodien dienen hier nicht der Fortbewegung, sondern dem Fang von Beute sowie der Vergrößerung des Wasserwiderstandes, um ein Absinken zu verlangsamen. Sonnentierchen leben sowohl im Süßwasser als auch im Meer. Manche Arten bilden Skelettnadeln aus.

## Systematik
Lange Zeit wurden die Heliozoa als eine natürliche Verwandtschaftsgruppe angesehen, aber in den letzten Jahrzehnten haben sie sich als eine polyphyletische, also unnatürliche Gruppe erwiesen, die aus verschiedenen Verwandtschaftsgruppen zusammengesetzt ist. In der phylogenetischen Systematik werden die Heliozoa nun mit den Radiolarien (Strahlentierchen) im vorgeschlagenen Taxon Actinopodea zusammengefasst, allerdings ist diese Gruppe wahrscheinlich ebenfalls polyphyletisch. Der bekannteste Vertreter der Heliozoa ist Actinophrys sol. Der Einzeller wurde 2013 von der Deutschen Gesellschaft für Protozoologie zum Einzeller des Jahres gekürt. Ein weiterer prominenter Vertreter ist Acanthocystis turfacea.

## Beschreibung
Das Cytoplasma der Sonnentierchen besteht aus dem äußeren, grob vakuolisierten Ektoplasma und dem inneren, fein vakuolisierten Endoplasma. Sehr verbreitet sind Hüll- bzw. Skelettbildungen, die für die systematische Einteilung der Heliozoa wichtig waren. Bei manchen Formen werden unter dem Lichtmikroskop an der äußeren Zellhülle angelagerte Fremdkörper wie z. B. Diatomeenschalen oder Sandkörnchen als Hüllstrukturen erkennbar (Acanthocystidea). Andere Heliozoen dagegen bilden bzw. bauen sich ihre Hülle selbst. Die dabei gebildeten Bauelemente sind sehr vielfältig, aber für die einzelnen Arten charakteristisch. So findet man kleine Kugeln, Scheibchen, Plättchen, Nadeln und hohle Stacheln. Die Clathrulinen zum Beispiel besitzen ähnlich wie die Radiolarien kleine gitterförmige Kieselschalen. Sonnentierchen sind fast durchweg Süßwasserbewohner. Bevorzugt werden meist mesotrophe Stillgewässer oder langsam fließende Gräben mit dichtem Pflanzenbewuchs.

## Nahrungsaufnahme

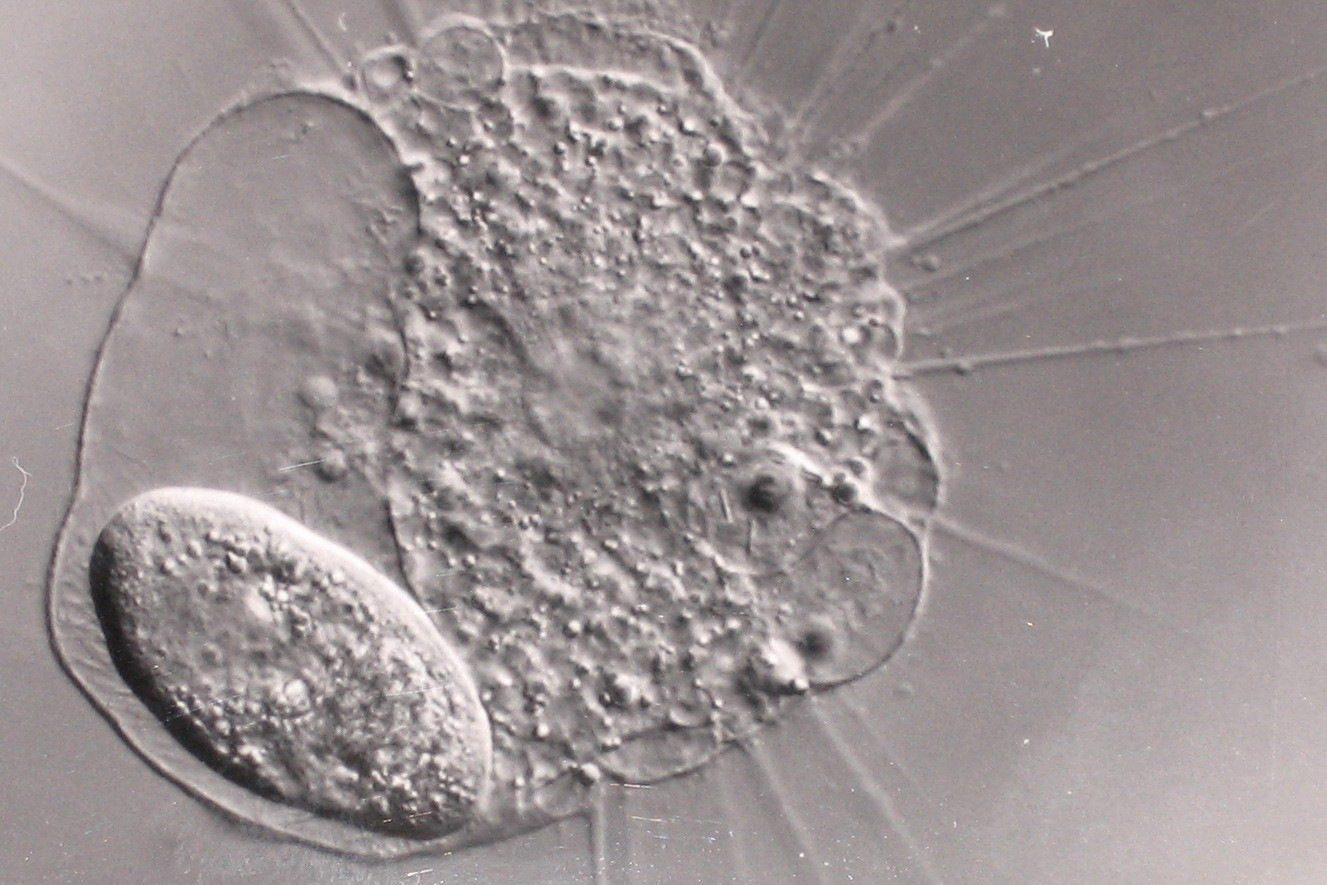
Actinophrys sol mit eingeschlossenem Paramecium in der Nahrungsvakuole (Lichtmikroskopie, Differentialinterferenzkontrast)

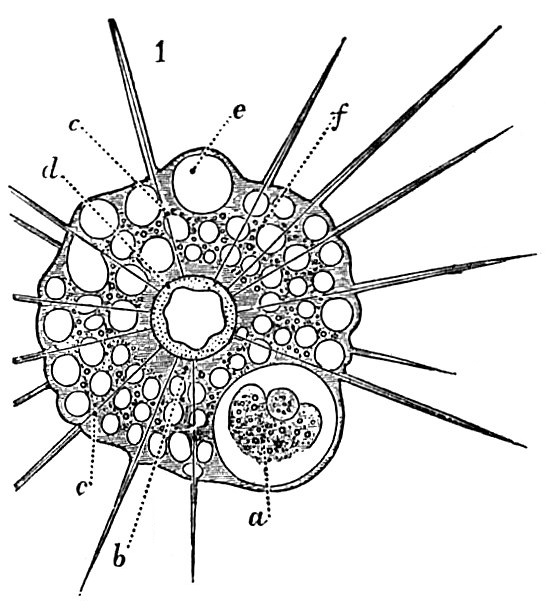
Illustration von Actinophrys sol:
a: Große Nahrungsvakuole mit Nahrungspartikel darin
b: inneres feinkörniges Protoplasma (Endoplasma)
c: axiales Filament eines Pseudopodiums, sich nach innen bis zum Kern erstreckend
d: zentraler Kern
e: kontraktile Vakuole
f: äußeres, stark vakuolisiertes Protoplasma (Ektoplasma).

Die Nahrungsaufnahme der Sonnentierchen erfolgt über die strahlenartigen Fortsätze ihrer Zellen, die  Axopodien, die mittels einer Plasmaströmung ihre Beuteorganismen umschließen und anschließend in einer Nahrungsvakuole verdauen (Phagocytose). Sowohl an der Zellperipherie als auch im Corticalplasma (innerer Zellmembranbereich) der Axopodien finden sich kleine, bewegliche Körnchen, die wissenschaftlich als Extrusomen bezeichnet werden. Dies sind Zellorganellen, die auf bestimmte äußere Reize (chemisch und physikalisch) hin, spezielle Inhaltsstoffe ausschleudern können und bewirken, dass Beuteorganismen (wie Pantoffeltierchen) an den Axopodien der Sonnentierchen kleben bleiben. Um die Nahrung zu fixieren, verlängert sich das Cytoplasma an der Spitze der Axopodien. Die Beute wird letztendlich in einer Vakuole eingeschlossen.
Ursprünglich war man der Meinung, dass bei unmittelbarer Berührung der strahlenförmigen Axopodien die Beutetiere durch ein Toxin gelähmt oder betäubt würden. Diese Auffassung erwies sich aber als nicht richtig, denn noch während des gesamten Ablaufs der Einschließung der Beute in die Nahrungsvakuole kann man lichtmikroskopisch eine Gegenwehr der eingefangenen Ciliaten oder Flagellaten beobachten. Hin und wieder gelingt es ihnen, sich wieder loszureißen.
Die Axopodien der Sonnentierchen scheinen in Form und Größe normalerweise ziemlich beständig, doch können sie je nach Bedarf auch eingezogen – besser: eingeschmolzen – werden. Dies geschieht besonders während und nach der Nahrungsaufnahme. Manche Heliozoen, wie Actinophrys sol, bilden sogenannte Fressgemeinschaften (Kommensalismus), indem sie mit anderen Zellen fusionieren, um gemeinsam größere Beuteobjekte einzufangen. Hierbei können sich zwei und mehr Individuen zusammenschließen. Auf diese Weise können Sonnentierchen große Aggregate (Kolonien) aus vielen Individuen bilden. Ähnlich wie bei den Amöben wird die Beute in einer großen Nahrungsvakuole eingeschlossen und anschließend gemeinsam verdaut. Nach etwa 24 Stunden lösen sich die Individuen voneinander und jeder „geht“ wieder seine eigenen Wege. Heliozoen ernähren sich hauptsächlich von anderen Einzellern wie beispielsweise Wimpertierchen (Ciliaten), gelegentlich aber auch von kleinen Metazoen (Vielzellern) wie Bärtierchen (Tardigrada) und Rädertierchen (Rotatoria).